# Щ-126
«Щ-126» — советская дизель-электрическая торпедная подводная лодка времён Второй мировой войны, принадлежит к серии X проекта Щ — «Щука».

## История корабля
Лодка была заложена 23 июля 1934 года на заводе № 194 «имени А. Марти» в Ленинграде, в 1934 году в виде секций перевезена по железной дороге на завод № 202 «Дальзавод» во Владивостоке, спущена на воду 20 апреля 1935 года, 30 октября 1936 год вошла в состав Тихоокеанского флота.

### Служба
Начало ВОВ встретила в составе 11-го дивизиона подводных лодок 1 отдельной дивизии подводных лодок ТОФ в Находке.
Начало боевых действий против Японии 9 августа 1945 года «Щ-126» встретила под командованием капитана-лейтенанта В. А. Морозова в составе 12 дивизиона 4 бригады подводных лодок с базированием в Находке.
21 августа 1945 года артиллерийским огнём потопила японский мотобот (рыболовецкий моторный сейнер типа "Кавасаки").
10 июня 1949 года переименована в «С-126». 
В апреле 1954 года командир отстранён с должности за пьянство, в июне сданы учебные торпедные стрельбы, выпущено 18 торпед, без промахов. В августе того же года сдала учебные стрельбы с оценкой «отлично».
17 февраля 1956 года исключена из состава флота.
26 марта 1956 года расформирована, отправлена на разоружение, демонтаж и разделку на металл.

## Командиры лодки
- … — 9 августа 1945 — 3 сентября 1945 — … Владимир Андреевич Морозов.
- май 1954 — сентябрь 1954 — А. П. Михайловский, в дальнейшем Герой Советского Союза, адмирал.